# Сімулешть
Сімулешть, Сімулешті (рум. Simulești) — село у повіті Алба в Румунії. Адміністративно підпорядковане місту Бая-де-Арієш.
Село розташоване на відстані 303 км на північний захід від Бухареста, 36 км на північний захід від Алба-Юлії, 51 км на південний захід від Клуж-Напоки.

## Населення
За даними перепису населення 2002 року у селі проживали 8 осіб, усі — румуни. Усі жителі села рідною мовою назвали румунську.